# Glenea xanthotaenia
Glenea xanthotaenia é uma espécie de escaravelho da família Cerambycidae. Foi descrita por Gestro em 1875. É conhecida a sua existência em Papúa Nova Guiné.